# Петрищевский сельсовет (Липецкая область)
Петрищевский сельсове́т — сельское поселение в Становлянском районе Липецкой области. 
Административный центр — село Дмитриевка.

## История
В соответствии с законами Липецкой области №114-оз от 02.07.2004 и №126-оз от 23.09.2004 сельсовет наделён статусом сельского поселения, установлены границы муниципального образования.

## Население
| 2010 | 2012 | 2013 | 2014 | 2015 | 2016 | 2017 |
| ---- | ---- | ---- | ---- | ---- | ---- | ---- |
| 797  | ↘782 | ↗796 | ↘793 | ↘774 | ↘745 | ↗756 |
| 2018 | 2021 |      |      |      |      |      |
| ↘747 | ↗753 |      |      |      |      |      |

## Состав сельского поселения
| № | Населённый пункт | Тип населённого пункта       | Население |
| - | ---------------- | ---------------------------- | --------- |
| 1 | Дмитриевка       | село, административный центр | 306       |
| 2 | Жилое            | деревня                      | ↘4        |
| 3 | Каменка-Бунино   | деревня                      | 9         |
| 4 | Озёрки           | деревня                      | 168       |
| 5 | Петрищево        | деревня                      | 50        |
| 6 | Польское         | деревня                      | 2         |
| 7 | Поповка          | деревня                      | 16        |
| 8 | Сергеевка        | деревня                      | 140       |
| 9 | Целыковка        | деревня                      | 102       |